# Hermannia macrobotrys
Hermannia macrobotrys är en malvaväxtart som beskrevs av Karl Moritz Schumann. Hermannia macrobotrys ingår i släktet Hermannia och familjen malvaväxter. Inga underarter finns listade i Catalogue of Life.